# Cabrejas del Campo
Cabrejas del Campo é um município da Espanha na província de Sória, comunidade autónoma de Castela e Leão, de área 17,87 km² com população de 79 habitantes (2007) e densidade populacional de 4,42 hab./km².

## Demografia
| Variação demográfica do município entre 1991 e 2004 | Variação demográfica do município entre 1991 e 2004 | Variação demográfica do município entre 1991 e 2004 | Variação demográfica do município entre 1991 e 2004 |
| --------------------------------------------------- | --------------------------------------------------- | --------------------------------------------------- | --------------------------------------------------- |
| 1991                                                | 1996                                                | 2001                                                | 2004                                                |
| 97                                                  | 99                                                  | 82                                                  | 79                                                  |